# Coupe Mitropa 1991
Navigation
Édition précédente Édition suivante
La Coupe Mitropa 1991 est la cinquantième édition de la Coupe Mitropa. Elle est disputée par six clubs provenant de cinq pays européens.
Le Torino Calcio remporte le titre en battant en finale le SC Pise, sur le score de deux buts à un après prolongation.

## Compétition

### Format
Les six équipes participantes sont séparées en deux groupes A et B. Dans chaque groupe, chaque équipe joue une fois contre les deux autres équipes. Une victoire vaut deux points, un match nul un point et une défaite ne rapporte aucun point. À l'issue de cette phase de groupes, les premiers de chaque groupe s'affrontent en finale sur un seul match. Le vainqueur de cette confrontation remporte la Coupe Mitropa 1991.

### Phase de groupes

#### Groupe A
Les matchs se déroulent à Turin le 1er, le 2 et le 3 juin 1991.
| Rang | Équipe            | Pts | J | G | N | P | Bp | Bc | Diff |  | Résultats (▼ dom., ► ext.) |  |     |     |
| ---- | ----------------- | --- | - | - | - | - | -- | -- | ---- |  | -------------------------- |  | --- | --- |
| 1    | Torino Calcio     | 4   | 2 | 2 | 0 | 0 | 2  | 0  | +2   |  | Torino Calcio              |  | 1-0 | 1-0 |
| 2    | Veszprémi LC      | 2   | 2 | 0 | 1 | 1 | 2  | 3  | -1   |  | Veszprémi LC               |  |     |     |
| 3    | SK Vorwärts Steyr | 2   | 2 | 0 | 1 | 1 | 2  | 3  | -1   |  | SK Vorwärts Steyr          |  | 2-2 |     |

#### Groupe B
Les matchs se déroulent à Pise le 1er, le 2 et le 3 juin 1991.
| Rang | Équipe              | Pts | J | G | N | P | Bp | Bc | Diff |  | Résultats (▼ dom., ► ext.) |  |     |     |
| ---- | ------------------- | --- | - | - | - | - | -- | -- | ---- |  | -------------------------- |  | --- | --- |
| 1    | SC Pise             | 3   | 2 | 1 | 1 | 0 | 4  | 1  | +3   |  | SC Pise                    |  | 0-0 | 4-1 |
| 2    | Bohemians Prague    | 3   | 2 | 1 | 1 | 0 | 4  | 2  | +2   |  | Bohemians Prague           |  |     | 4-2 |
| 3    | FK GRO Rad Belgrade | 0   | 2 | 0 | 0 | 2 | 3  | 8  | -5   |  | FK GRO Rad Belgrade        |  |     |     |

### Finale
La finale se déroule sur un seul match, le 4 juin 1991 à Turin.
| Équipe 1      | Résultat | Équipe 2 |
| ------------- | -------- | -------- |
| Torino Calcio | 2-1(ap)  | SC Pise  |